# Who (песня)
«Who» (с англ. — «Кто») — песня южнокорейского певца Чимина, вокалиста группы BTS, вышедшая 19 июля 2024 года в качестве первого сингла из его второго сольного студийного альбома Muse.
Продюсерами выступили Ghstloop, Jon Bellion, Pete Nappi, Tenroc и Pdogg.

## История
18 июля 2024 года стало известно, что песня является основным треком из второго студийного альбома Пак Чимина (участника группы) Muse, и в тот же день было объявлено о предстоящем выступлении. 22 июля в эфире Ночного шоу с Джимми Фэллоном было показано заранее записанное исполнение песни, которое было записано до его призыва в армию в декабре 2023 года. На видео Чимин «в окружении танцоров» выступает на заброшенном складе перед неоновой надписью «Who».

## Музыкальное видео
Чимин в клипе бродит по ночным улицам в поисках своей «любви», поёт о том, что ему не хватает человека, которого он никогда не встречал, и танцует с труппой танцовщиц.

## Коммерческий успех
Через несколько дней после релиза песня значительно выросла на стриминговых платформах, вскоре достигнув первого места в ежедневном глобальном чарте Spotify. 26 июля 2024 года песня дебютировала на четвёртом месте в UK Singles Chart, став самым успешным сольным синглом Чимина в Великобритании.
Сингл «Who» дебютировал на первом месте в чартах Billboard Global 200 и Billboard Global Excl. U.S.. Благодаря этому Чимин стал вторым участником BTS, возглавившим эти чарты, после Чон Джонгука. Кроме того, BTS стали первой группой с несколькими участниками, возглавившей оба рейтинга.

## Чарты
| Чарт (2024—2025)                    | Высшая позиция |
| ----------------------------------- | -------------- |
| Австрия (Ö3 Austria Top 40)         | 31             |
| Канада (Billboard Canadian Hot 100) | 32             |
| СНГ (TopHit)                        | 22             |
| Чехия (Singles Digitál Top 100)     | 42             |
| Мир (Billboard Global 200) ·        | 1              |
| Мир (Global Excl. US, Billboard)    | 1              |
| Япония (Billboard Japan Hot 100)    | 21             |
| Япония Digital Singles (Oricon)     | 5              |
| Латвия (LAIPA)                      | 1              |
| Литва (AGATA)                       | 51             |
| Нидерланды (Global Top 40)          | 1              |
| Новая Зеландия Hot Singles (RMNZ)   | 2              |
| Сингапур (RIAS)                     | 1              |
| Республика Корея (Circle)           | 33             |
| Швейцария (Schweizer Hitparade)     | 30             |
| Великобритания (OCC UK Singles)     | 4              |
| США (Billboard Hot 100)             | 12             |
| США (Billboard Pop Airplay)         | 26             |

## Сертификации
| Регион                                                                      | Сертификация | Продажи |
| --------------------------------------------------------------------------- | ------------ | ------- |
| Великобритания (BPI)                                                        | Серебряный   | 200 000 |
| Канада (Music Canada)                                                       | Платиновый   | 80 000  |
| Данные о продажах + прослушиваниях приведены только на основе сертификации. |              |         |

## История релиза
| Регион | Дата         | Формат                     | Версия       | Лейбл     | Ссылка |
| ------ | ------------ | -------------------------- | ------------ | --------- | ------ |
| Мир    | 19 июля 2024 | Цифровые загрузки стриминг | Оригинальная | Big Hit   | [ 3 ]  |
| США    | 19 июля 2024 | CD single                  | Оригинальная | Big Hit   | [ 29 ] |
| Мир    | 23 июля 2024 | Цифровые загрузки стриминг | Ремиксы      | Big Hit   | [ 30 ] |
| Италия | 25 июля 2024 | Radio airplay              | Оригинальная | Universal | [ 31 ] |